# Triglav
Triglav (wymowa: [ˈtɾiːɡlau̯], niem. Terglau, wł. Tricorno, 2864 m n.p.m.) – najwyższy szczyt Alp Julijskich (część Alp Wschodnich). Jest najwyższym szczytem Słowenii i znajduje się w herbie i na fladze tego kraju. Triglav należy do Korony Europy.
Wznosi się pomiędzy doliną Vrata na północy a kotliną Velo Polje na południu. Od północnej strony opada ponad 1000-metrową ścianą, której eksploracja odegrała istotną rolę w rozwoju słoweńskiego alpinizmu. W pobliżu kopuły znajdują się resztki lodowca, tzw. Lodowiec Triglavski (słoweń. Triglavski ledenik).
Triglav (co po słoweńsku znaczy „Trójgłowy”) wbrew temu, co można by sądzić na podstawie nazwy, nie posiada wcale trzech wierzchołków. Jedynie oglądając go z niektórych miejsc od południowego wschodu, np. z okolic Vodnikov Dom, trzecim obok głównego szczytu i Małego Triglava (2725 m n.p.m.) wierzchołkiem góry wydaje się być Rjavec (2568 m n.p.m.). Nazwa Triglav wiąże się ze średniowiecznymi słowiańskimi wierzeniami, które na wierzchołku góry umiejscowiały siedzibę potężnego Trojana – pogańskiego bóstwa wody, ziemi i podziemi. Po raz pierwszy nazwa Triglav pojawiła się w 1573.
Triglav został uznany za symbol słoweńskości, dlatego też w 1889 ksiądz z pobliskiej wsi, Jakob Aljaž odkupił szczyt góry, by był on w słoweńskich rękach. Niedługo potem postawił tam cylindryczną wieżę z blachy służącą za schronienie przed burzą, tzw. stołp Aljaža (lub Triglavski stolp), który został otwarty 7 sierpnia 1895. Obecnie jest on w posiadaniu Słoweńskiego Stowarzyszenia Alpinistycznego. W październiku 2018 roku stołp Aljaža został zdjęty z wierzchołka – celem remontu – a następnie ponownie zamontowany. Z inicjatywy księdza Aljaža powstało też schronisko pod szczytem Triglava.
Masyw górski Triglav stanowi teren parku narodowego.